# مشهد سينمائي
المشهد السينمائي في ألعاب الفيديو، هو مشهد عبارة عن مقطع فيديو يُعرض أثناء اللعب يُستخدم لسرد القصة أو تقديم معلومات أو عرض أسلوب اللعب. غالبًا ما يتم استخدام المشاهد السينمائية لتقدم قصة أو شخصية أو حدث في اللعبة. يمكن استخدامها أيضًا لشرح آليات اللعب أو تقديم تحديات جديدة للاعب. هناك العديد من أنواع المشاهد المختلفة. يمكن أن تكون مشاهد مرسومة يدويًا أو ثلاثية الأبعاد أو مزيجًا من الاثنين. يمكن أن تكون أيضًا تفاعلية أو غير تفاعلية.

## الانواع

### المشاهد السينمائية الحية
هي مشاهد يتم تصويرها باستخدام الممثلين والكاميرات، بدلاً من استخدام الرسومات أو الرسوم المتحركة.

### المشاهد السينمائية التفاعلية
المشاهد التفاعلية (QTE) هو عنصر تحكم في اللعبة يتطلب من اللاعب الضغط على سلسلة من الأزرار أو أداء إجراءات أخرى في الوقت المناسب من أجل النجاح. غالبًا ما تستخدم في المشاهد السينمائية التفاعلية في الالعاب.

## انظر ايضا
- سينما